# 6755 Solovʹyanenko
6755 Solovʹyanenko eller 1976 YE1 är en asteroid i huvudbältet som upptäcktes den 16 december 1976 av den ryska astronomen Ljudmila Tjernych vid Krims astrofysiska observatorium på Krim. Den är uppkallad efter artisten Anatolii Solovʹyanenko.
Asteroiden har en diameter på ungefär 7 kilometer.